# Minebea PM-9
Minebea PM-9 (9mm機関拳銃, 9ミリきかんけんじゅう, Kyumiri Kikan Kenjū) đôi khi gọi tắt thành M9 là loại súng tiểu liên do công ty Minebea chế tạo cho lực lượng Phòng vệ Nhật Bản để thay thế súng tiểu liên M3 của Hoa Kỳ từ đầu những năm 1990. Ngoài ra những khẩu súng này còn được trang bị cho các tổ lái xe cơ giới hay pháo binh. Loại súng này được phát triển từ khẩu Mini-Uzi với thoi nạp đạn có thể thay đổi độ dài nhưng lại có hình dáng khác để thích hợp với binh lính Nhật Bản và sử dụng trong các tình huống khác.
Hiện tại các lực lượng đặc nhiệm của Nhật Bản thường được trang bị loại súng này, nó cũng được trang bị cho các lữ đoàn khác nhau. Nhưng hiện tại cũng có nguồn nói rằng lực lượng phòng vệ Nhật Bản đang lên kế hoạch thay thế loại súng này.

## Thiết kế
PM-9 sử dụng cơ chế nạp đạn blowback với bolt bọc nòng. Nó có một tay cầm ở phía trước, nòng súng tích hợp bộ phận chống chớp sáng. Tầm bắn hiệu quả của loại súng này khá thấp do không có báng súng cũng như tốc độ bắn cao. Dù vậy loại súng này cũng có thể được nâng cấp để tăng độ chính xác bằng cách gắn thêm báng súng gấp và ống hãm thanh cũng như thêm hệ thống nhắm phản xạ nhưng những thay đổi này ít khi được áp dụng vì đây là loại súng dùng để tự vệ là chính chứ không phải để mang đi chiến đấu trong các nhiệm vụ.